# Nils Sternelius
Nils Sternelius, född i Härnösand, död 1684, var en svensk präst.

## Biografi
Nils Sternelius föddes i Härnösand. Han var son till Måns Joensson och Kerstin Eriksdotter. Sternelius blev 28 januari 1646 student vid Uppsala universitet och var medlem i Ångermanlands nation. Sternelius avslutade sina studier 1657 och blev konrektor vid Härnösands trivialskola. Sternelius promoverades 1661 till filosofie magister och kallades 1663 till kyrkoherde i Boteå församling. Han avled 1684.

### Familj
Sternelius gifte sig före 1663 med Catharina Burman, dotter till underlagmannen Carl Carlsson Burman i Ångermanland. De fick tillsammans barnen assessorn Magnus Sternelius (1664–1718) i Svea hovrätt, superintendenten Nicolaus Sternell i Härnösands stift, Sara Sternelius (född 1668) som var gift med kyrkoherden P. Eurenius i Ovikens församling, amiralsuperintendenten Carl Sternell (1670–1719) i Karlskrona amiralitetsförsamling, Catharina Sternelius (född 1670) som var gift med kyrkoherden Salomon Hofverberg i Ragunda församling, kammarskrivaren Jonas Sternelius (död 1704) vid Krigskollegium, Margaretha Sternelius som var gift med häradshövdingen och borgmästare Lars Stridsberg i Härnösand och Christina Sternelius som var gift med aktuarien Clas Bergman vid Statskontoret.